# Hemnes, Akershus
Ej att förväxla med Hemnes kommun i Nordland fylke.
Hemnes är en tätort i Aurskog-Hølands kommun i Akershus fylke i sydöstra Norge. Orten ligger vid Bråtevannet, 24 kilometer söder om kommunens centralort Bjørkelangen.

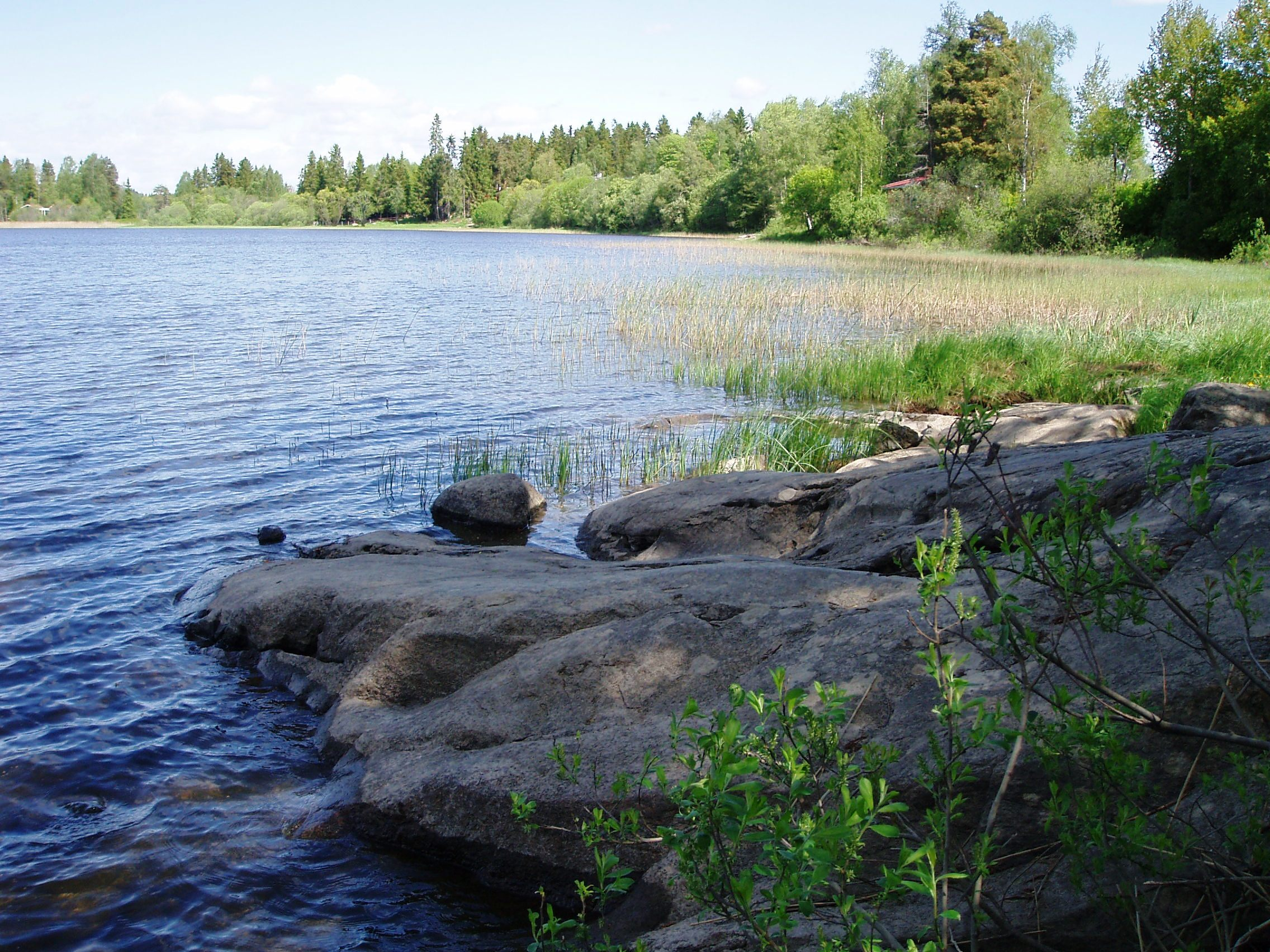
Bråtevannet.